# Торета (Кротоне)
Торета је насеље у Италији у округу Кротоне, региону Калабрија.
Према процени из 2011. у насељу је живело 2369 становника. Насеље се налази на надморској висини од 17 м.